# Ядкин (окръг, Северна Каролина)
Окръг Ядкин (на английски: Yadkin County) е окръг в щата Северна Каролина, Съединени американски щати. Площта му е 873 km², а населението – 37 532 души (2016). Административен център е град Ядкинвил.